# Пэнтекс
Завод по производству ядерного оружия «Пэнтекс» (Plant «Pantex») — предприятие по изготовлению ядерного оружия (окончательная сборка боезарядов) для армий США и Великобритании и является одним из ключевых элементов по пополнению их ядерных арсеналов. Объект частного пользования с государственной формой собственности.
Сотрудники «Пэнтекс» также занимаются наблюдением за стоящими на вооружении боезарядами, а также их разборкой и утилизацией при снятии с вооружения.
Количество работников предприятия 3 600 человек, годовой оборот — 600 миллионов долларов США (по состоянию на 2010 год).

## Географическое расположение
Завод «Пэнтекс» расположен в США, в 27 километрах к северо-востоку от города Амарилло, округ Карсон, штат Техас (Техасский выступ). Объект занимает площадь в 65 км².

## История
Первоначально предприятие было создано для производства обычных боеприпасов в годы Второй мировой войны. С началом войны армия США ощутила острый недостаток боеприпасов и по постановлению правительства США начинают возводиться заводы по их производству.
В рамках этой программы 17 сентября 1942 года покупается участок земли 16 тыс. акров и строится завод «Пэнтекс», который вскоре начал производить продукцию; на работу на вновь построенном заводе приезжали люди со всей страны. «Пэнтекс» стал последним из 14 заводов боеприпасов, построенных в Техасе и произведших за годы войны почти 4 млн. бомб и снарядов.
На следующий день после окончания войны завод закрывается и до 1949 года территория бывшего завода боеприпасов не используется, когда её за символическую плату в 1 доллар США покупает Техасский технологический колледж (сейчас Техасский технологический университет), расположенный в г. Лаббок. На купленной территории организуется экспериментальная база по откорму скота.
В 1951 году по просьбе Комиссии по атомной энергии (в настоящее время Министерство энергетики США) от имени армии США производится выкуп зданий завода и части прилегающей территории в 40 км² (остальная часть первоначальной территории, принадлежавшей заводу оставалось во владении у Техасского технологического колледжа), где организовывается производство ядерного оружия для арсеналов армии США, при этом на налаживание производства было потрачено 25 млн. долларов США. С 1975 года «Пэнтекс» становится краеугольным камнем ядерного оружейного комплекса США, где производится окончательная сборка ядерных зарядов, их модернизация и демонтаж.
В 1989 году был закрыт завод по обогащению оружейного плутония Рокки Флэтс близ г. Голден, штат Колорадо (причиной были протесты групп общественных экологов, которые указывали на сильное загрязнение грунтовых вод заводом; кроме того Конгресс США не одобрил программу по производству нового ядерного оружия) и наработанные запасы плутония с закрытого предприятия были перемещены на временное хранение в специальные бункеры «Пэнтекса».
В 1994 году Агентством по охране окружающей среды США было установлено, что «Пэнтекс» загрязняет грунтовые воды, что не было учтено при его строительстве и было принято решение о сооружении очистных сооружений, которые вступили в строй лишь в 2011 году.
В 1998 году Агентством по токсическим веществам и регистрации заболеваний установлено повышение заболеваемости онкологическими заболеваниями и врождённых уродств значительного процента населения некоторых округов близ предприятия, но при этом было замечено, что в округах Армстронг и Карсон, непосредственно примыкающих к заводу заболеваемость была на уровне средней по стране, из чего был сделан вывод, что заболевания населения не связаны с деятельностью объекта и имеют другие причины, при этом выбросы с территории предприятия не значительны и находятся в пределах нормы.
Именно на предприятии «Пэнтекс» происходил демонтаж самых мощных водородных бомб, стоявших на вооружении США

## Критика предприятия и протестное движение
В начале 1980-х годах местный епископ Лерой Матиссен организует протестное движение, цель которого — закрытие ядерного завода, при этом Матиссен активно агитирует рабочих-католиков на их увольнение с предприятия, предлагая за это материальную поддержку.
В 1986 году активисты общественной организации «Ред Ривер Пис Нетуорк» (Red River Peace Network), в их числе супруги Ли и Синди Бридинг, приобрели часть территории (81 км²), прилегающей к объекту и организовали на ней «Ферму мира», которая стала одним из центров протеста против производства ядерного оружия. Сотрудники «Фермы мира» проводят широкую агитацию среди работников завода, призывая к их уходу с предприятия, оказывают материальную помощь уволившимся, кроме того проводятся различные образовательные семинары по вопросам уничтожения арсеналов ядерного оружия, закрытия его производства, использования атомной энергии в мирных целях, при этом приглашаются различные знаменитости. Кроме того активисты из «Фермы мира» отслеживают маршруты и графики перемещения ядерных компонентов на завод и вывоз готовых боеголовок с территории завода и пытаются блокировать, из-за чего властями принято решение о перевозках ядерных компонентов для завода автотранспортом с учётом строгой конспирации (ранее грузы перемещались железнодорожным транспортом).
Некоммерческая правозащитная организация «Проект надзора правительства» (Project on Govermment Oversign) утверждает, что в 2005 году на заводе мог произойти взрыв из-за неправильной разборки снятой с вооружения термоядерной боеголовки Дабл-ю 53, о чём организации сообщили неназванные специалисты, хорошо знающие состояние дел на заводе; кроме того ПНП опубликовал письмо анонимных работников завода, которые сообщали, что руководством предприятия установлен режим работы в 72 часа в неделю, из-за чего были созданы опасные условия на производстве. Управляющая компания «Бэбкокк энд Уиллкокс» заявила о проверке анонимной жалобы о создавшейся небезопасной ситуации на заводе, при этом отказавшись от дальнейших комментариев. Министерство энергетики США за инцидент с разбором боеголовки оштрафовало управляющую компанию на 110 тыс. долларов США, при этом не была официально указана марка разбираемой боеголовки.

## Трудовые конфликты
Из-за терактов в Нью-Йорке 11 сентября в США были ужесточены требования к охране стратегически важных объектов, в число которых входит и завод «Пэнтекс». При этом профсоюз охранников возразил, что новые условия слишком тяжелы для охраны (в частности носить бронежилеты и винтовки в течение всей 12-часовой дежурной смены), средний возраст которых приближается к пенсионному.
Руководство предприятия не отреагировало на эти возражения и тогда сразу после полуночи 20 апреля 2007 года все 500 охранников смены, находившейся на территории завода объявили забастовку. Для охраны территории были поставлены военнослужащие армии США.
После 34 дней интенсивных переговоров между администрацией и Союзом охранников было достигнуто согласие и в результате был продлён договор между ними ещё на 5 лет.

## Управление предприятием
Завод находится под эгидой Министерства энергетики США, эксплуатируется Объединением ядерной безопасности (Consolidated Nuclear Security) — коммерческой подрядной организацией (общество с ограниченной ответственностью), осуществляющей подрядные работы на ядерных федеральных объектах, консорциум, куда входят фирмы: «Бечтел Нэйшнл Инкорпорейтед», «Локхид Мартин Инкорпорейтед», «Эй-Ти-Кей Лаунч Систем Инкорпорейтед», консалтинговая компания «Бузз Аллен Хамильтон Инкорпрейтед», а также Сандийские национальные лаборатории.
Общее руководство заводом осуществляется управляющей компанией на основании договора с Министерством энергетики США. Управляющие компании завода «Пэнтекс»:
- с 1951 года по 1956 год — «Проктер энд Гэмбл»
- с 1956 года по 2001 год — «Мэйсон энд Хенгер»
- с 2001 года и по настоящее время — «Бэбкокк энд Уилкокс»